# Douglas Provincial Park
Douglas Provincial Park är en park i Kanada.   Den ligger i provinsen Saskatchewan, i den södra delen av landet, 2 300 km väster om huvudstaden Ottawa. Douglas Provincial Park ligger 571 meter över havet.
Terrängen runt Douglas Provincial Park är platt. Trakten runt Douglas Provincial Park är nära nog obefolkad, med mindre än två invånare per kvadratkilometer..